# Bruno Tabanez
Bruno Tabanez, né le 8 mai 1985 à Santa Bárbara d'Oeste, est un coureur cycliste brésilien.

## Biographie
Bon sprinteur, Bruno Tabanez se distingue à la fin des années 2000 en obtenant de nombreuses victoires. Il remporte notamment une étape du Tour de l'intérieur de São Paulo et du Tour de l'État de São Paulo. 
En 2011, il subit une grave blessure à la hanche gauche. Conseillé par ses médecins d'arrêter le cyclisme, il revient finalement à la compétition, tout en conciliant son travail et son sport.

## Palmarès et résultats

### Par année
- 2007
  - 7e étape du Tour de l'État de Sao Paulo
- 2008
  - 2e et 4e étapes du Torneio de Verão
  - 5e étape du Tour de l'intérieur de São Paulo
  - Prova Ciclística 1° de Maio
  - 2e du Torneio de Verão
  - 2e de la Prova Ciclística 9 de Julho
- 2009
  - Corrida Antonio Assmar
  - Corrida Cidade de Macapá
  - 2e étape du Torneio de Verão
  - Prova Ciclística 9 de Julho
  - Giro Memorial A Tribuna
  - 2e étape de la Volta de Campos
  - 7e étape du Tour de l'État de São Paulo
  - 2e du Torneio de Verão
  - 2e du Circuito Boa Vista
- 2010
  - Prova São Salvador
  - 2e de la Copa Cidade Canção
- 2011
  - 3e étape de la Volta Ciclística do Pará
  - 3e de la Volta Ciclística do Pará
- 2015
  - 2e du Circuito Boa Vista
- 2016
  - 2e de la Prova Ciclística 9 de Julho
- 2025
  - Gran Cup Brasil
  - 3e du Tour de l'intérieur de São Paulo

### Classements mondiaux
| Année            | 2007 | 2008 | 2009 |
| ---------------- | ---- | ---- | ---- |
| UCI America Tour | 254e | 387e | 32e  |